# Diploconger polystigmatus
Diploconger polystigmatus – gatunek morskiej ryby węgorzokształtnej z rodziny kongerowatych (Congridae). Reprezentuje monotypowy rodzaj Diploconger. Został opisany naukowo przez Adolfa Kotthausa w 1968. Występuje w Morzu Czerwonym (Jemen), Oceanie Indyjskim i Spokojnym, na głębokościach 37–215 m p.p.m. Spotykany na mulistym podłożu szelfu kontynentalnego. Dorosłe osobniki tego gatunku osiągają maksymalnie 30 cm długości całkowitej (TL). 
Według stanu ze stycznia 2019 gatunek ten nie figuruje w Czerwonej księdze gatunków zagrożonych Międzynarodowej Unii Ochrony Przyrody (IUCN).